# Йоганн Йоахім Бехер
Йоганн Йоахім Бехер (нім. Johann Joachim Becher; 6 травня 1635, Шпаєр, Священна Римська імперія — жовтень 1682, Лондон, Англія) — німецький хімік і лікар. Найбільш відомий працями, що заклали основи вчення про флогістон. В економіці був одним з перших прихильників камералізму.

## Біографія
Йоганн Бехер народився 6 травня 1635 року у Шпаєр у Священній Римській імперії. Його батько, лютеранський священнослужитель, помер коли він був ще дитиною, полишивши вдову з трьома дітьми. Мати вийшла заміж вдруге; вітчим приділяв мало уваги дітям; і у тринадцятирічному віці Бехер став відповідальним не тільки за себе, але і за своїх братів. Він навчився виготовляти деякі дрібні товари ручної роботи, а вночі займався самоосвітою аби бодай щось заробити на цьому. Свій перший трактат — «Tractatus de lapide trismegisto» — він видав у 1654 році, коли йому було дев'ятнадцять років.
З молодих років Бехер був сповнений різноманітних планів, як реальних так і не реальних. Він вів переговори з правителем Курпфальцу щодо створення мануфактур в Мангаймі; пропонував курфюрстам Баварії створення німецьких колоній в Гвіані і Вест-Індії; і накликав на себе гнів торговців Мюнхена, плануючи державну монополію на виробництво тканин і торгівлю. Він втік з Мюнхена, але був зустрінутий гостинно в інших місцях.
У Бехера не було вищої освіти. Однак, 16 листопада 1661 року він отримав ступінь доктора медицини в університеті Майнца. 1662 року одружився з дочкою «впливового правника й імператорського радника» Людвіга фон Горніка (нім. Ludwig von Hoernigk).
1666 року був призначений викладачем медицини в Майнці і лікарем архієпископа Майнца; і в тому ж році він був зроблений радником з комерції у Відні, де він одержав потужну підтримку впливових осіб. Направлявся імператором Леопольдом I у складі посольства до Голландії. 1669 року брав участь у обговоренні разом з графом графства Ганау плану щодо заселення великої території між південноамариканськими річками Оріноко і Амазонкою. В цей же час він був призначений лікарем курфюрста Баварії; але в 1670 році знову був у Відні, консультуючи з питань створення шовкової фабрики і пропагуючи плани створення великої компанії для торгівлі з Нідерландами і пропагуючи створення каналу, який з'єднав би Рейн і Дунай. Потім він повернувся до Баварії. Його репутація у Відні зазнала занепаду, у відповідь Бехер скаржився на некомпетентність радника з комерції і присвятив трактат про торгівлю (Commercien-Tractat) імператору Леопольду. У Баварії намагався створити шовкове виробництво, а пізніше цукровий завод; далеко не ясно, чи підприємство було створене.
Наступного року Бехер був знову зайнятий у Відні, намагаючись перетворювати дунайський пісок в золото. Тут він продовжує писати свої трактати. З якоїсь причини він накликав на себе немилість і втік до Голландії, де за допомоги уряду продовжив свої експерименти. Переслідуваний навіть там своїм колишнім патроном, він перебрався до Англії. На прохання принца Руперта відвідав шахти Шотландії. Після цього він переїхав для тієї ж мети в Корнуолл, де провів рік.
На початку 1680 року представив доповідь Королівському товариству під назвою «De nova temporis dimetiendi ratione et accurata horologiorum constructione», в якій намагався позбавити Гюйгенса права першості у застосуванні маятника до вимірювання часу. Безуспішно шукав членство у Королівському товаристві.
У 1682 році він повернувся до Лондона, де написав ще один трактат і помер в жовтні того ж року.

## Наукова діяльність
1660 року стверджував, що винайшов «термоскоп» для автоматичного регулювання температури металургійного горна. Стверджував, що винайшов спосіб перетворення вугілля на кокс.
У 1669 році вперше отримав спирт із картопляної сировини.
1681 року отримав патент (у співавторстві) на спосіб вилучення смоли з вугілля.
У своїх працях «Підземна фізика» (1669), «Мінеральний алфавіт» (1689) та інших Й. Бехер заклав основи вчення про флогістон як про матеріальну горючу складову речовин. У другій книзі він виклав основи свого вчення про три землі — склянисту, жирну, або сірчану, та тонку (ртуть або миш'як), з яких складаються тіла. За життя Й. Бехера його погляди не отримали визнання. Однак, наприкінці 17 століття його вчення було розвинене Г. Шталем. Й. Бехер використовував слово «флогістон» як прикметник (подібне використання було також в працях інших вчених). Г. Шталь вперше використав це слово як іменник, називаючи флогістоном другу (жирну) землю Й. Бехера.

## Твори
Свій перший трактат — «Tractatus de lapide trismegisto» — він видав під псевдонімом Salzthal у 1654 році, коли йому було дев'ятнадцять років. У 1660 році вийшла його «Металургія»; а в 1661 році з'явився його трактат «Character pro notitia linguarum universali», в якому він запропонував 10000 слів для використання в ролі словникового запасу універсальної мови. У 1663 році він опублікував трактат з хімії «Oedipum Chemicum» і трактат «Thier- Kräuter- und Bergbuch» про тварин, рослини і мінерали.
Й. Бехер часто міняв місце проживання, однак всюди писав і публікував свої твори. Серед інших його творів були такі:
- «Methodus Didactica» написав за десять днів, перебуваючи у посольстві до Голландії.
- «Regeln der Christlichen Bundesgenossenschaft»,
- «Politischer Discurs vom Auf- und Abblühen der Städte»,
- «Physika subterranea» — 1669,
- «Commercien-Tractat»,
- «Psychosophia»,
- «Einladung zu einer psychologischen Societät»,
- «De nova temporis dimetiendi ratione et accurata horologiorum constructione», 1680,
- «Physica Subterranea» (Frankfort, 1669). Передруковано у Лецпцизі 1703 року з додатками «Experimentum chymicum novum» і «Demonstratio Philosophica».
- «Experimentum novum ac curiosum de minera arenaria perpetua»,
- «Specimen Becherianum»,
- «Laboratorium portabile»,
- «Alphabetum minerale».